# Albwasserversorgung

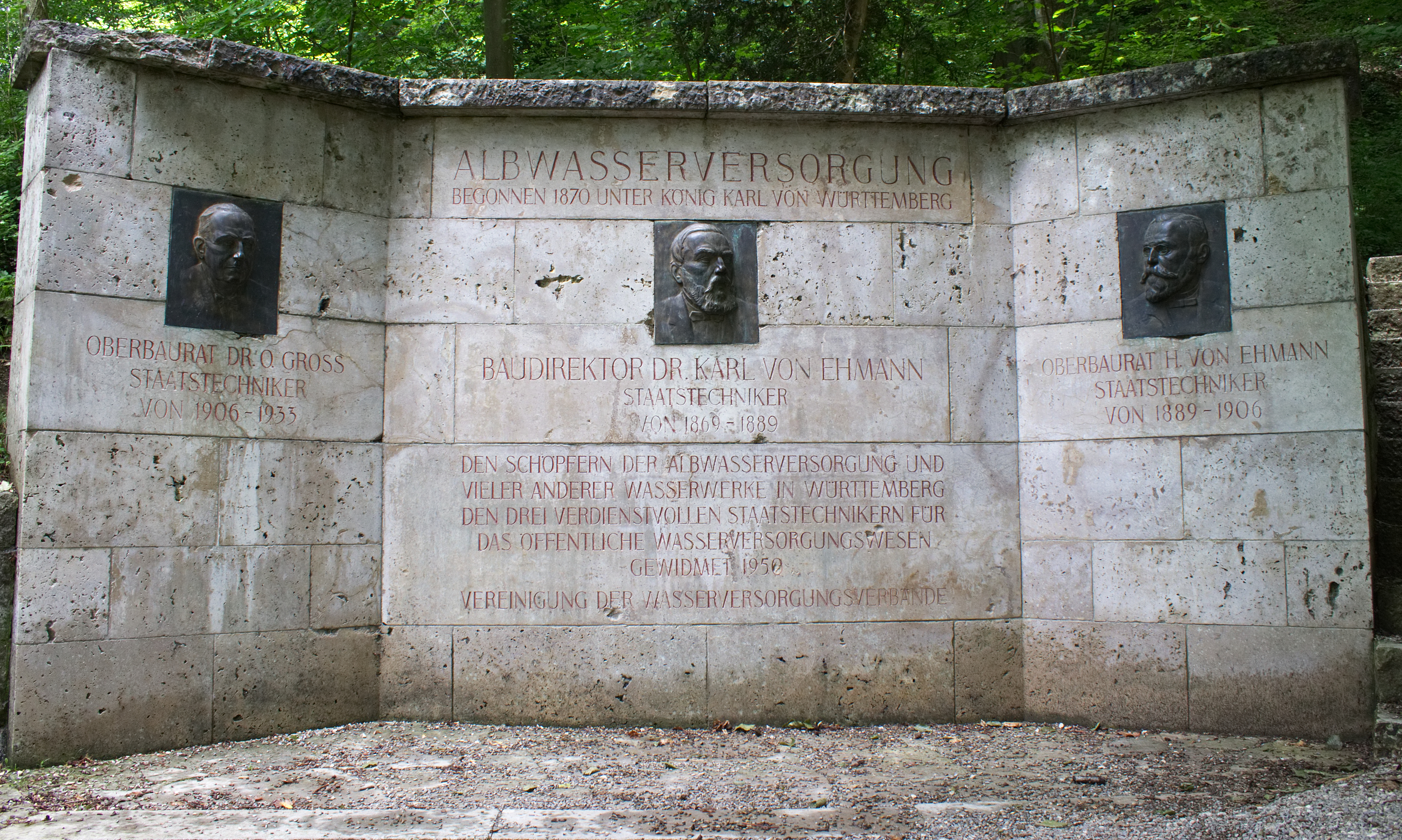
Denkmal für die maßgeblichen Ingenieure der Albwasserversorgung in Blaubeuren

Die Albwasserversorgung war eine wasserbautechnische Pionierleistung, mit deren Umsetzung 1870 begonnen wurde. Sie stellte für die Bewohner der Hochfläche der Schwäbischen Alb im Königreich Württemberg, die als Karstgebiet durch Wasserarmut gekennzeichnet ist, erstmals die Versorgung mit sauberem Trinkwasser sicher.

## Wassermangel auf der Albhochfläche
Die Schwäbische Alb ist das größte zusammenhängende Karstgebiet Deutschlands. Die fallenden Niederschläge versickern rasch in den Spalten und Klüften des Kalkgesteins und treten über unterirdische Systeme von Wasserläufen und Höhlen am Rand der Albhochfläche als teilweise mächtige Quellen zutage (bekanntes Beispiel ist der Blautopf bei Blaubeuren). Daher sind auf der Hochfläche der Schwäbischen Alb kaum Oberflächengewässer vorhanden, obwohl die Jahresniederschläge im Mittel etwa 800 bis 1000 mm betragen. Somit stellte die Versorgung der Bevölkerung mit sauberem Trinkwasser ein permanentes Problem dar. Zum Sammeln von Regenwasser dienten neben Zisternen oder Dachbrunnen so genannte Hülen, mehrheitlich künstlich angelegte, mit Lehm abgedichtete Teiche. Die hygienischen Verhältnisse des von den Dächern ablaufenden, wie auch des in den Hülen gesammelten Wassers waren entsprechend mangelhaft. Neben ihrer Funktion als Löschwasserbehälter und Viehtränke musste in Notzeiten dennoch auch Kochwasser aus ihnen entnommen werden. Den Zustand des Wassers belegen zeitgenössische Berichte:

„Wehe dem Fremden, den in einem der primitiven Albdörfer, wo die Strohdächer überwiegen und man rein auf Regenwasser angewiesen ist, ein Bedürfnis anwandelt nach einem Glase Wasser. […] Strohgelb bis Kaffeebraun hat sich das Wasser gefärbt, das von den Strohdächern niederrinnt, nur wer von Jugend auf an den Anblick dieses Wassers sich gewöhnt hat, vermag ohne Abscheu das Glas an die Lippen zu setzen.“

Für das Wasser der Hülen galt vielfach:

„Sie haben gemeiniglich ein sehr unreines, stinkendes und eckelhaftes Wasser, und sehen wie große Mistlachen aus, weil aller Unrath darein fließt …“

Der Transport sauberen Wassers per Fuhrwerk in Fässern von den 150 bis 300 Meter tiefer im Tal gelegenen Quellen war, besonders im Winter über vereiste Wege, schwierig.

## Aufbau der Wasserversorgung

### Frühe Versuche
Erste Versuche mit Druckleitungen auf der Alb gab es bereits im 17. und 18. Jahrhundert, die aber nur einer punktuellen Versorgung dienten, etwa eine 1606 gebaute, im Dreißigjährigen Krieg wieder zerstörte Förderleitung zum Schloss Hellenstein bei Heidenheim an der Brenz. Seit 1715 führte die so genannte Wasserkunst, eine Druckleitung über 130 m Höhenunterschied, nach St. Johann (Württemberg). Erst im 19. Jahrhundert standen jedoch geeignete Techniken zur Herstellung von Pumpen bzw. Gießverfahren für Rohre, die dem notwendigen Wasserdruck bei noch größerer Förderhöhe dauerhaft standhalten konnten, zur Verfügung. 1830 bis 1838 wurden auf Initiative des Tübinger Professors Friedrich August Quenstedt Bohrungen auf der Albhochfläche durchgeführt, die jedoch nur in drei von zehn Fällen in 43 bis 67 Meter Tiefe auf Wasser trafen, dessen Menge aber nicht zu Versorgungszwecken ausreichte (hierzu wären etwa 200 Meter tiefe Bohrungen erforderlich gewesen).

### Die Pläne Karl Ehmanns

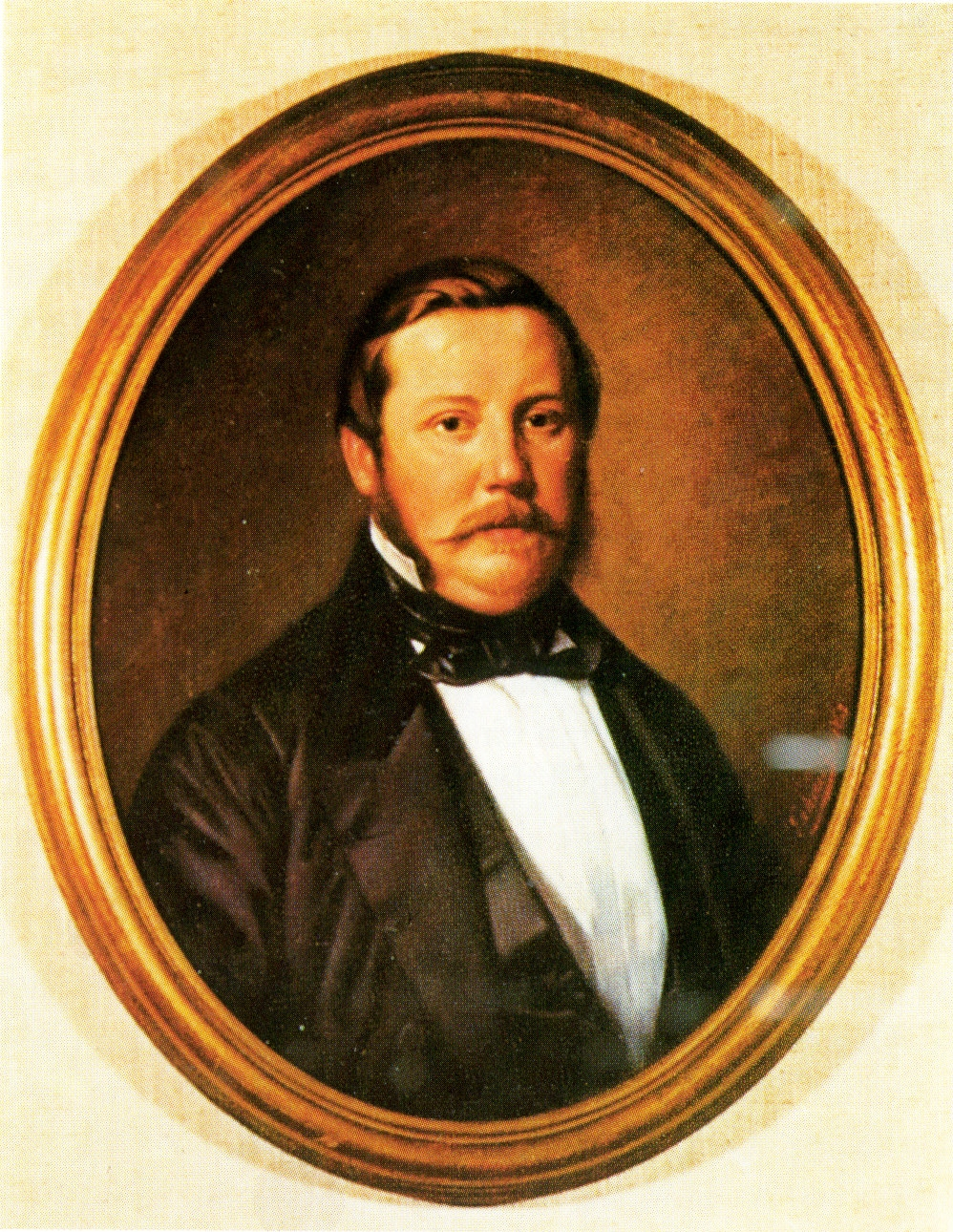
Karl Ehmann (1827–1889)

1866 legte der Ingenieur und Baurat Karl Ehmann (1827–1889) dem württembergischen Königlichen Ministerium des Inneren einen Plan zur Wasserversorgung der Gemeinden auf der Alb vor, in Form von „technischen Voruntersuchungen mit Plan über die Thunlichkeit einer künstlichen Wasserversorgung der Alborte des Königreiches“. Ehmann hatte bereits Erfahrungen im Wasserbau, unter anderem in England und den USA, gesammelt. Nach seinen Plänen sollten acht Pumpwerke in Flusstälern über Druckleitungen Hochbehälter auf der Alb speisen, von denen aus – zwecks Kostenersparnis – jeweils mehrere Gemeinden (vorgesehen waren zunächst 60) über Hydranten und Hausanschlüsse mit Wasser versorgt werden sollten. Während das Ministerium sein Vorhaben von Beginn an unterstützte, lehnten die Albgemeinden es zunächst dennoch als unrealistisch oder zu kostspielig ab.

### Erster Realisierungsschritt

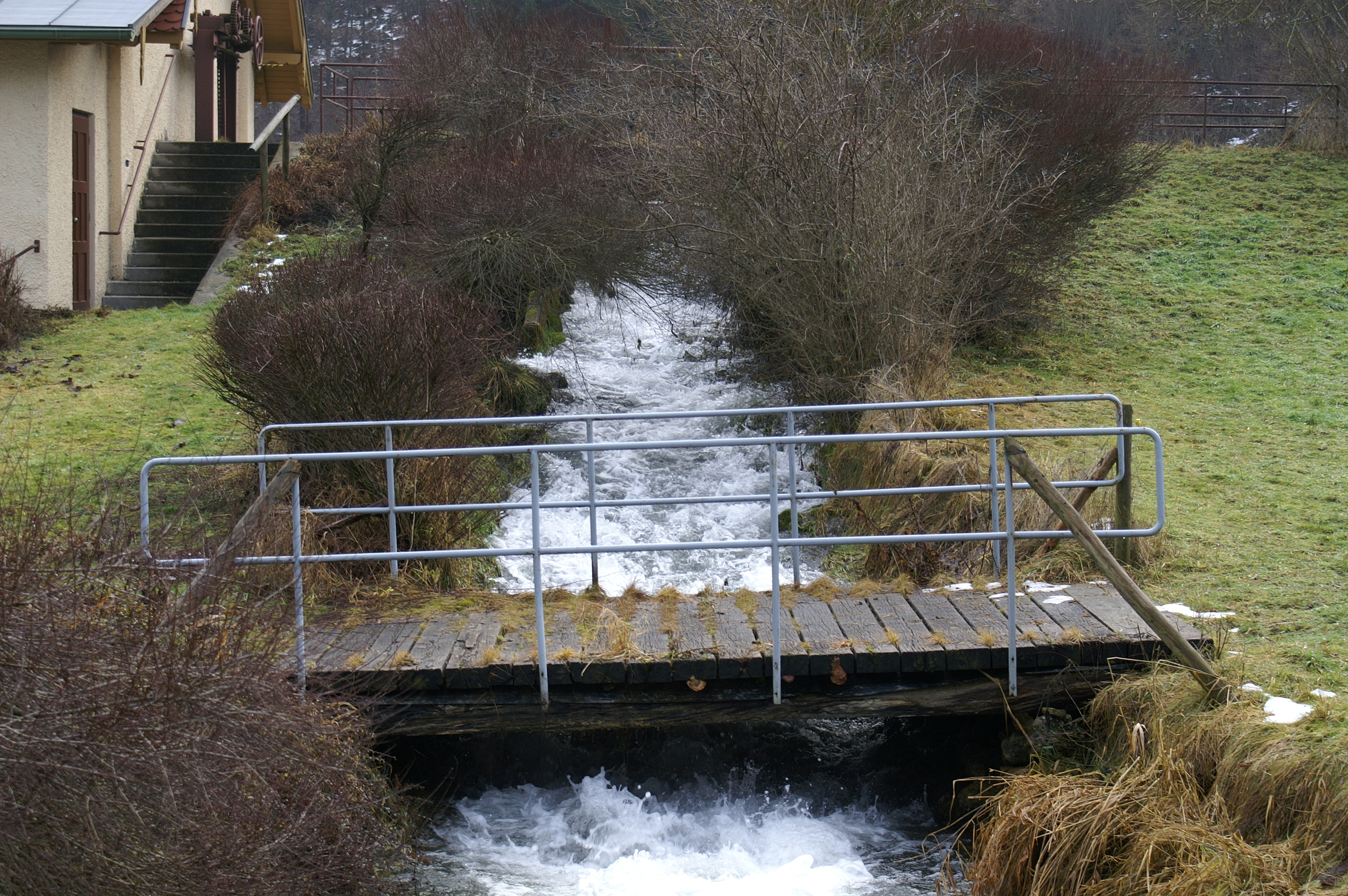
Die Schmiech bei der ersten Pumpstation der Albwasserversorgung in Teuringshofen

Eine Vorreiterrolle spielten dann aber die Gemeinden Justingen, Ingstetten und Hausen o.U., die 1869 dem Bau der ersten „Albgruppe“ bei Schelklingen zustimmten, die 1320 Einwohner versorgen sollte. Die Vorgänge um diesen Bau fanden später Niederschlag in dem 1937 erschienenen historischen Roman Der Schultheiss von Justingen von Josef Weinberg. Er stellt insbesondere die Rolle des Justinger Schultheißen Anton Fischer heraus, der als Tierarzt die Zusammenhänge zwischen dem unreinen Wasser und verschiedenen Krankheiten erkannt hatte. Baubeginn war der Mai 1870. Bereits am 18. Februar 1871 floss dann „unter wahrem Festjubel der Bevölkerung das herrlichste Wasser aus einer Zahl von stattlichen Brunnenröhren“. Diese spätere Gruppe VIII pumpte von Teuringshofen aus das Wasser der Schmiech in einen Druckbehälter bei Justingen. Ein Wasserrad mit einem Durchmesser von 5,8 Metern trieb dabei zwei Kolbenpumpen an. Diese erste Pumpstation der Albwasserversorgung ist heute ein technisches Baudenkmal.

### Der weitere Ausbau

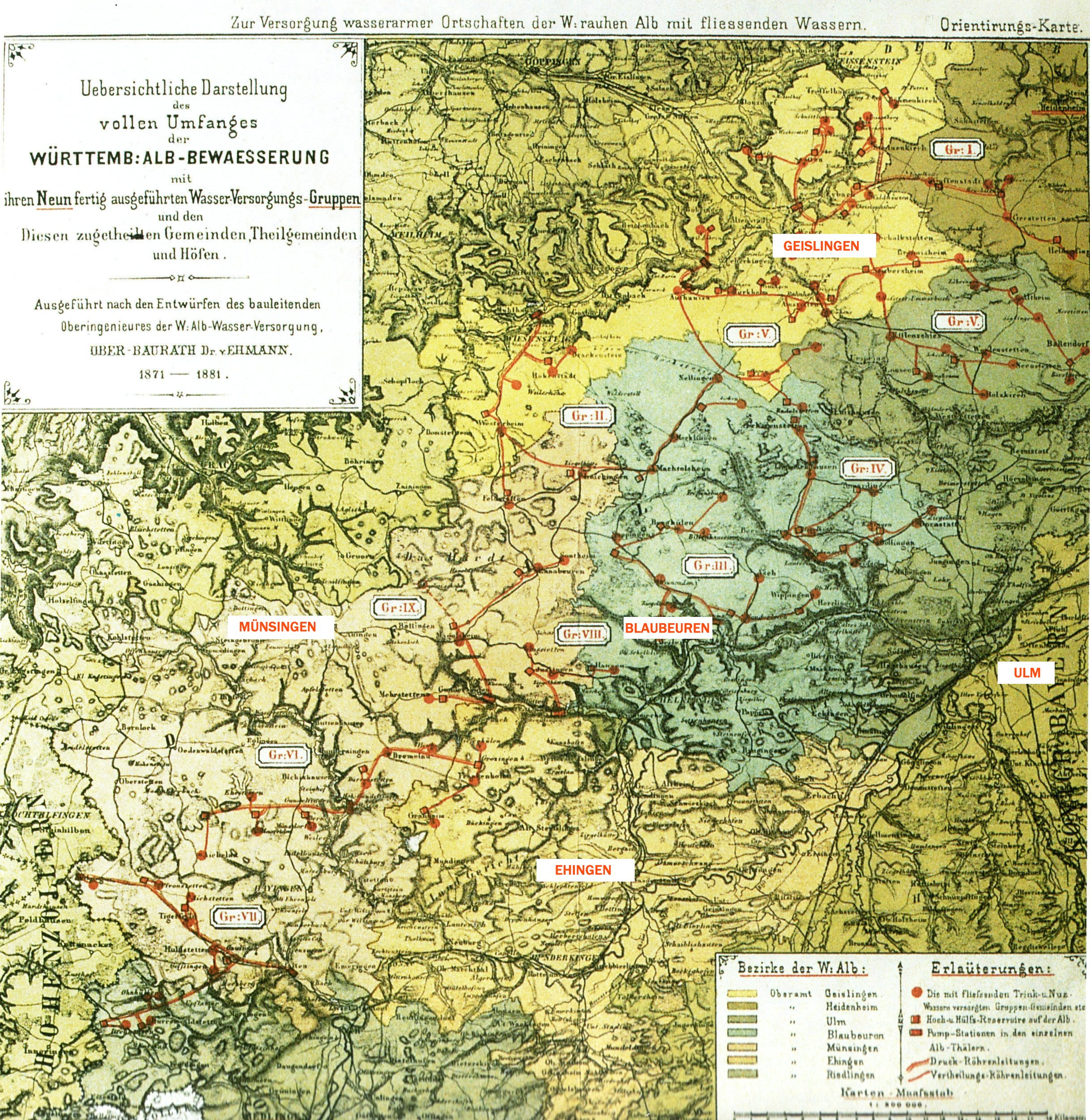
Karte der Albwasserversorgung, Ausbaustand 1881

Nach diesem Erfolg schlossen sich rasch weitere Gemeinden an, und 1876 waren bereits fünf Versorgungen fertiggestellt, die 17.000 Menschen mit täglich 12.320 Hektoliter Wasser versorgten. 1881 waren die Gruppen II bis IX in Betrieb. Karl Ehmann wurde insbesondere durch seinen Vetter Hermann Ehmann (1844–1905) unterstützt, der auch nach der Pensionierung Karls dessen Arbeit fortsetzte. 1923 existierten schließlich 23 Gruppen, die 295 Siedlungen mit etwa 100.000 Menschen versorgten.
Das Wasser wurde – mit Ausnahme der Versorgungsgruppe VIII, wo direkt Flusswasser verwendet wurde – vorwiegend den großen Karstquellen der tiefen Täler oder aus Kiesen der Talaue entnommen. Die verbesserte Wasserqualität schlug sich für die Menschen in einem Rückgang der Sterberaten durch Typhus, im Falle des Viehs durch Rindertuberkulose nieder.
Der Aufbau der Albwasserversorgung wurde auch international beachtet und war beispielsweise Thema auf der Wiener Weltausstellung 1873 oder der Internationalen Ausstellung für Gesundheitspflege in Brüssel.

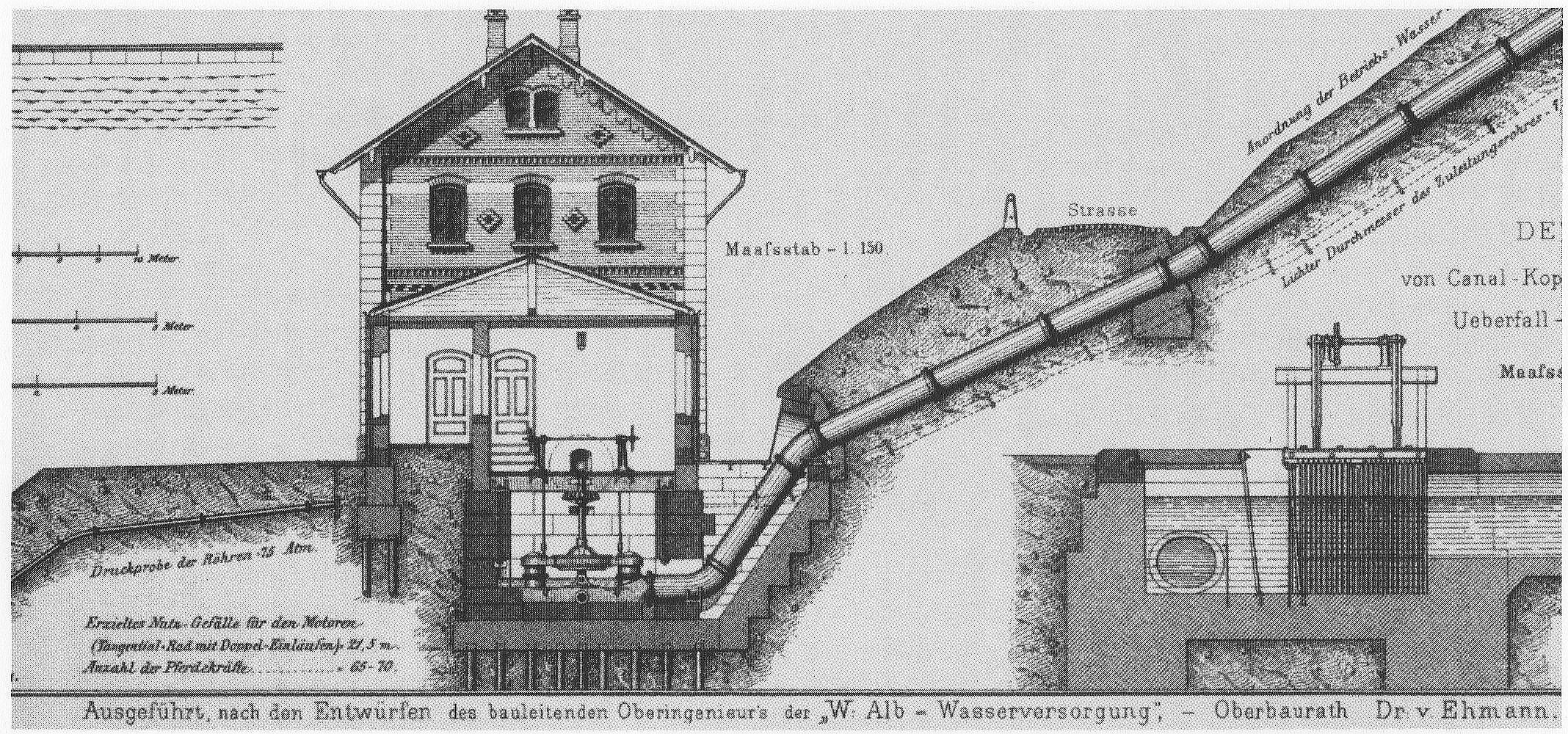
Plan von Karl Ehmann: Pumpwerk Eybtal (Albgruppe II) mit Tangential-Rad, einem Turbinenvorläufer

In den folgenden Jahrzehnten wurden immer wieder technische Umbauten und Änderungen vorgenommen. So war ursprünglich ein Pro-Kopf-Wasserverbrauch von täglich 70–80 Litern (zuzüglich des Verbrauchs durch das Vieh) eingeplant, der dem später wachsenden Verbrauch angepasst werden musste. Zum Pumpen wurden ursprünglich durchweg Kolbenpumpen eingesetzt, die mit Wasserrädern oder Turbinen angetrieben wurden. Später wurden die Kolbenpumpen zunehmend durch Kreiselpumpen, die Wasserräder und Turbinen durch modernere Turbinen, Dampfmaschinen, Verbrennungs- oder Elektromotoren ersetzt.
Die nunmehr gute Wasserversorgung der Schwäbischen Alb basiert bis heute auf der Leistung Ehmanns, wobei eine Vernetzung mit anderen Versorgungen Südwestdeutschlands erfolgt ist, etwa der Landeswasserversorgung und der Bodensee-Wasserversorgung.